# Trichoniscus craterium
Trichoniscus craterium är en kräftdjursart som beskrevs av Karl Wilhelm Verhoeff 1941C. Trichoniscus craterium ingår i släktet Trichoniscus och familjen Trichoniscidae. Inga underarter finns listade i Catalogue of Life.